# كود جعرون (المحفد)

تعديل مصدري - تعديل

كود جعرون هي إحدى قرى عزلة المحفد بمديرية المحفد التابعة لمحافظة أبين، بلغ تعداد سكانها 74 نسمة حسب تعداد اليمن لعام 2004.